# Java (Belgique)
Pour les articles homonymes, voir Java.
Java est un hameau de la commune belge de Wanze située en Région wallonne dans la province de Liège.
Avant la fusion des communes de 1977, Java faisait partie de la commune de Bas-Oha.

## Situation et description
Java est un hameau de bord de Meuse (rive gauche) se situant entre le village de Seilles (commune d'Andenne) et sa zone industrielle implantés en amont et le village de Bas-Oha plus en aval. Le hameau est traversé par la ligne ferroviaire 125 entre Namur et Liège.
Le hameau se situe dans un environnement de prairies surmontées au nord par le versant boisé de la Meuse. L'habitat se trouve principalement le long de la rive de la Meuse (rue Alphonse Libert) mais aussi au-delà (au nord) de la ligne de chemin de fer (rue Nestor Évrard).

## Patrimoine
- La Ferme des Béguines (1646).
- Château Ramequin: à partir d'une tour forte médiévale, agrandie au 16e siècle, et remaniée encore aux siècles suivants

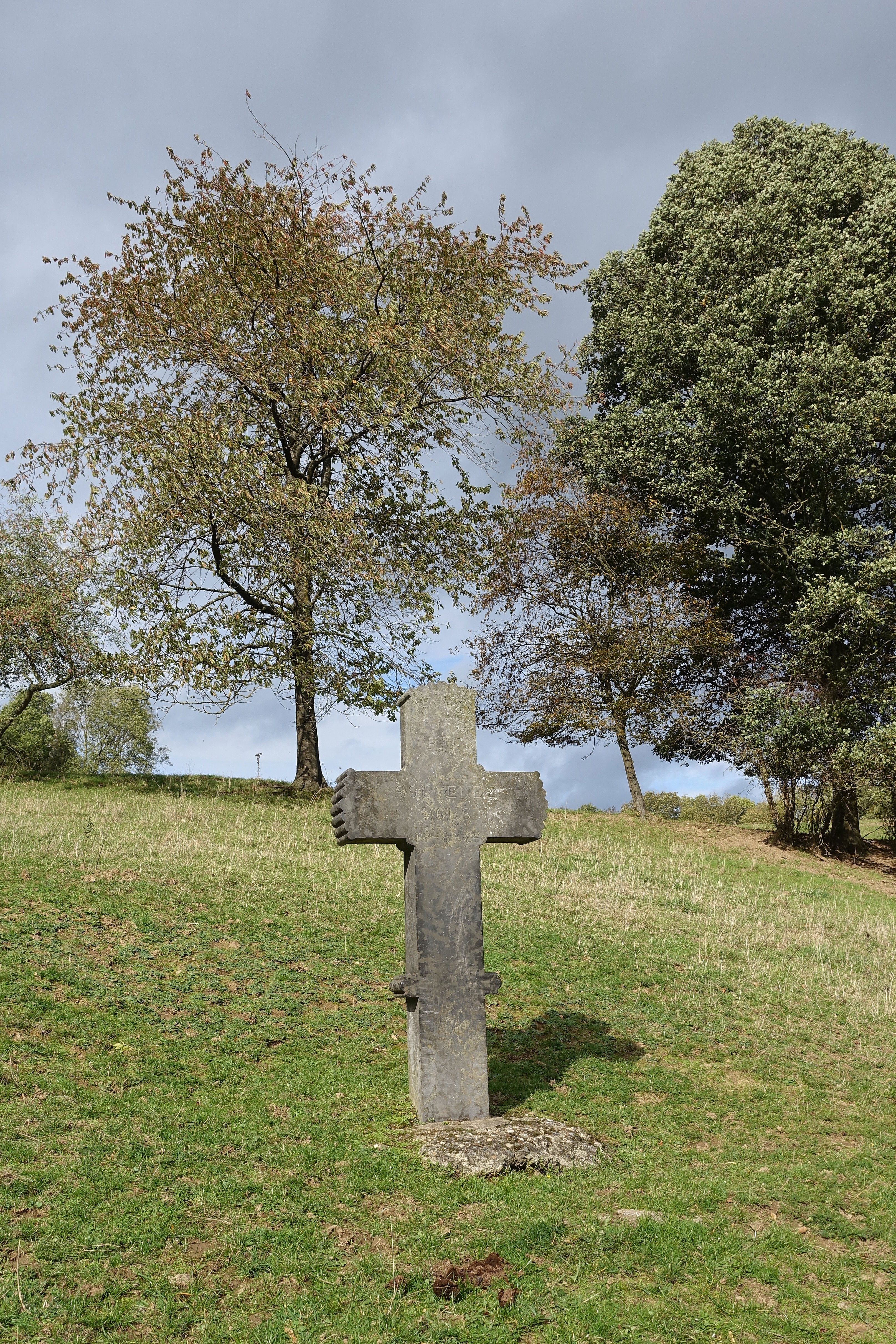
Croix pour un bombardier de la RAF, écrasé le 13-8-1944

## Activités
Java possède un hôtel-restaurant situé au bord de la Meuse.